# ドリームワークス・シアター
ドリームワークス・シアター（DreamWorks Theatre）は、ユニバーサル・スタジオ・ハリウッドに2018年6月15日にオープンしたモーション・シミュレータータイプのショー・アトラクションである。
これは、ドリームワークス・アニメーションの映画に登場するキャラクターをテーマにしたもので、プロジェクションマッピングが使用されている。
2017年8月13日にクローズしたショー・アトラクション「シュレック 4-D」に代わるもの。

## 歴史
2016年にNBCユニバーサルがドリームワークス・アニメーションを38億ドルで買収したことを受け、新たに獲得した知的財産の活用を図った。2017年6月5日、ユニバーサル・スタジオ・ハリウッドは、ドリームワークス・アニメーション作品に登場するキャラクターを題材にした本アトラクションを2018年にオープンすると発表し、8月13日に「シュレック 4-D」に代わるアトラクションをオープンした。NBCユニバーサルは、ドリームワークスシアターアトラクションに関するプレスリリースを発表した。
ドリームワークス・アニメーションを最近買収したことで、ユニバーサル・スタジオ・ハリウッドはまもなくレッドカーペットを敷き、これまでにないユニークなドリームワークスシアターというアトラクションを設置する予定です。2018年にオープンするこの新設計の会場では、世界的な大ヒット・フランチャイズ『カンフー・パンダ』に触発され、ユニバーサル・クリエイティブとドリームワークスのアーティストとの協力で作られた多感覚アドベンチャーを皮切りに、ドリームワークス・アニメーションをテーマにしたアクション満載のさまざまなアトラクションが開催される予定です。この新しいアトラクションは、最先端のプロジェクションマッピングとLED照明効果により、魅力的で没入感のある、止められない素晴らしさを体験できる、魅力的なストーリーテリングを融合させた伝説の旅へとゲストを誘います。
アトラクションのプレショーには、『シュレック』のシュレック、ドンキー、ギンギー、魔法の鏡をはじめ、『トロールズ』のポピー、『マダガスカル』のマーティとペンギンなど、ドリームワークスのキャラクターが登場する。
劇場内壁にプロジェクションマッピングを施し、計7台のクリスティ4Kボクサーシネマプロジェクター、サラウンド音声、水や風、回転・傾斜する多関節シートなどの物理的な演出を駆使している。

## カンフー・パンダ: エンペラーズ・クエスト
会場内で最初に上映されるアトラクションは、『カンフーパンダ』シリーズを題材にした「カンフー・パンダ: エンペラーズ・クエスト」である。皇帝の英雄の大饗宴の朝、パンダのポー、シーフー老師、ピン老師が皇帝に「無限の力の液体」を届けるために旅に出るというストーリー。荒れ狂う急流、リバーウルフの海賊、魔法、カンフーの特殊効果が盛り込まれている。ドリームワークスとの共同開発で、『カンフーパンダ』のオリジナル声優陣が出演している。